# Czesław Oberdak

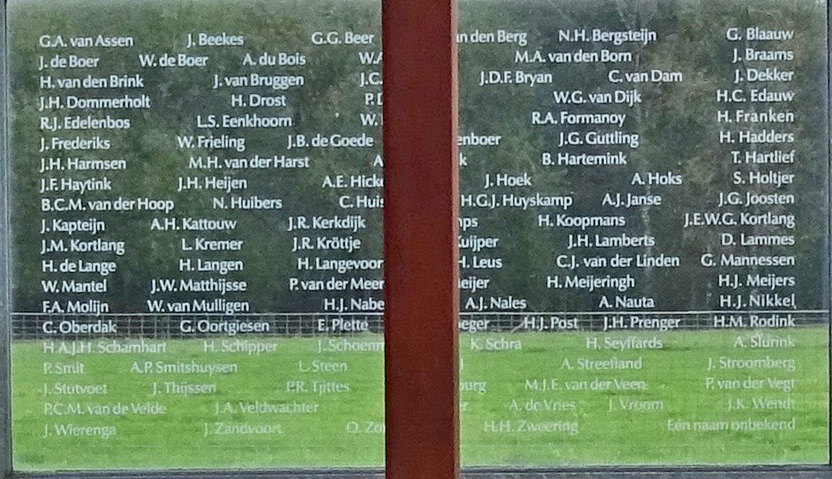
Gedenktafel in Woeste Hoeve mit dem Namen von Czesław Oberdak

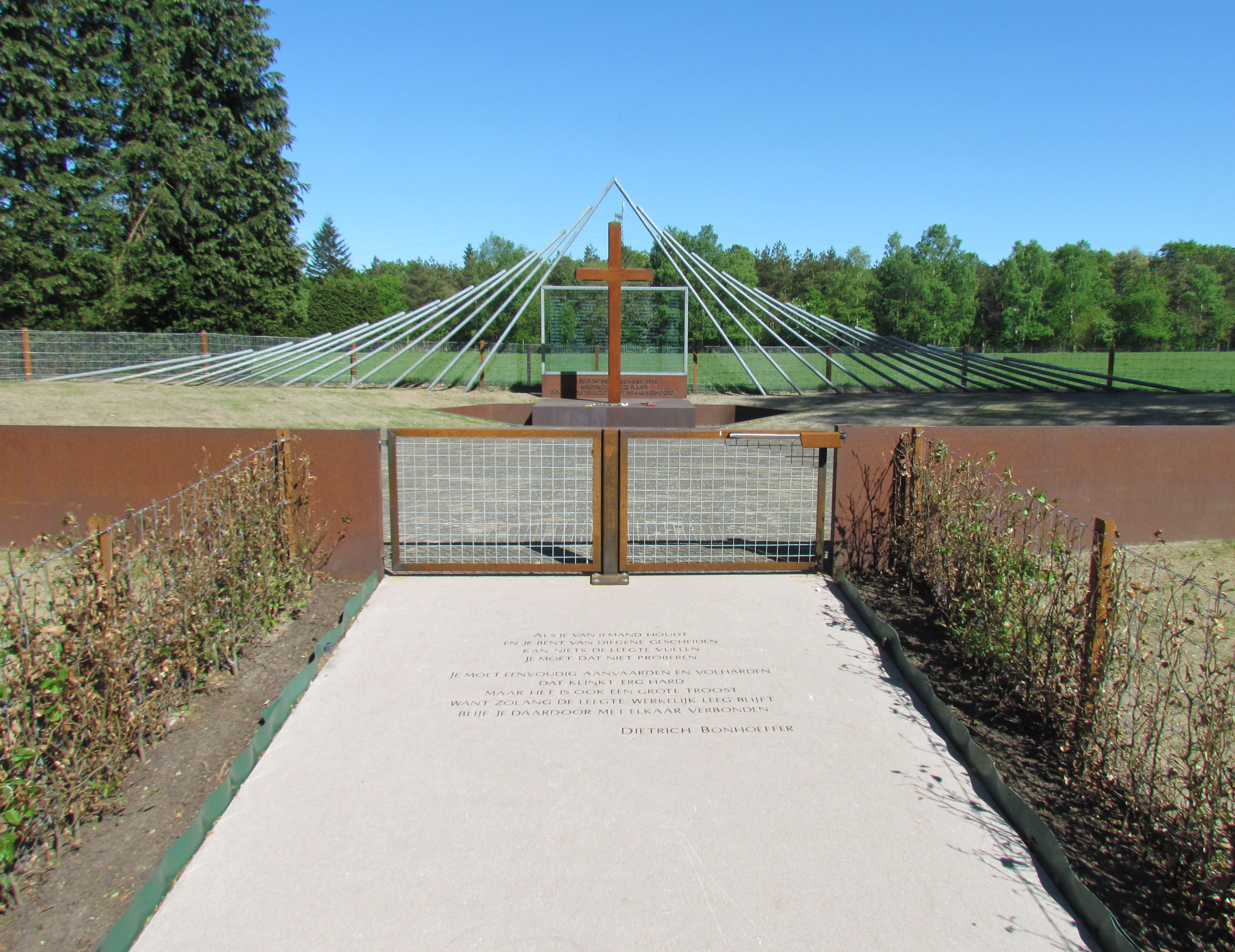
Gesamtansicht des Mahnmals mit einem Gedicht von Dietrich Bonhoeffer im Vordergrund

Czesław Oberdak (* 20. Juli 1921 in Krakau; † 8. März 1945 bei Woeste Hoeve nahe Apeldoorn) war ein polnischer Pilot.

## Biographie
Czesław Oberdak wurde in Krakau als zweites Kind von Porfiriusz (* 24. März 1878) und Stefania Oberdak (* 26. Dezember 1888), geborene Klinger, geboren. Der Vater kämpfte im Ersten Weltkrieg als Offizier des Österreichisch-ungarischen Heeres in Galizien. Während des Krieges heiratete er Stefania Klinger, die Familie lebte zunächst in einem Dorf im Norden von Krakau und zog nach Kriegsende in die Stadt. 1917 wurde die Tochter Ludmiła geboren, 1923 der Sohn Roman.
Schon als Junge entwickelte Czesław Oberdak ein auffälliges Interesse für Flugzeuge. Neben seiner Begeisterung für die Fliegerei und für Technik war er musikalisch und ein guter Zeichner. Nach dem Abschluss der Schule im Mai 1939 erwarb er in den Sommermonaten den Segelflugschein. Anschließend meldete sich der zierliche, nur 1,63 Meter große Mann zu einer Ausbildung zum Militärpiloten bei den polnischen Luftstreitkräften, die am 15. August 1939 begann; da er noch minderjährig und seine Mutter dagegen war, kam es zuvor zu heftigen Diskussionen in der Familie. Nach dem Überfall der deutschen Wehrmacht auf Polen nur zwei Wochen später gelangte er auf Umwegen über Rumänien, Jugoslawien, Italien und Frankreich nach Großbritannien, wo er sich im Juni 1940 zum Dienst bei der Royal Air Force meldete und anschließend die Ausbildung zum Piloten erhielt. Im Dezember 1943 wurde er der polnischen Flugstaffel Dywizjon 306 „Toruński“ zugeteilt.
Bis zum 30. Mai 1944 flog Second Lieutenant Oberdak 26 Einsätze. Bei seinem letzten Einsatz begleitete er US-amerikanische Flugzeuge, die ein Zweigwerk der Junkers-Werke in Halberstadt bombardierten. Dabei wurde sein Flugzeug, eine einmotorige North American P-51 Mustang (FX979), beschädigt, und er musste auf dem Rückweg in Dalmsholte bei Ommen in den Niederlanden notlanden. Er setzte das Flugzeug und alle Dokumente in Brand. Ein Beobachter des Absturzes brachte ihn zu Widerständler Jan Seigers, wo er blieb, bis Seigers am 29. Juni 1944 verhaftet wurde. Anschließend wurde Oberdak von Angehörigen des Widerstands an acht verschiedenen Adressen versteckt. Die Ortswechsel erfolgten mitunter mit dem Fahrrad, wofür Oberdak erst Fahrradfahren lernen musste. Den anderen untergetauchten Menschen und Widerständlern war er nur als pooltje (kleiner Pole) bekannt.
Offiziell galt Oberdak als „vermisst“. Im Dezember 1944 befand er sich in Amsterdam, wo rund 15 untergetauchte Menschen, darunter der US-amerikanische Soldat Franklin D. Coslett, fröhlich gemeinsam Sinterklaas feierten, was durch Fotos dokumentiert ist. Tags darauf mussten Oberdak und Coslett das Versteck mit Fahrrädern, die der Widerstand der Gestapo gestohlen haben wollte, in Richtung Apeldoorn verlassen, um dort an einem neuen Ort unterzutauchen. Geplant war, dass die beiden Männer versuchten sollten, per Fahrrad den schon befreiten Süden der Niederlande oder den Rhein zu erreichen.

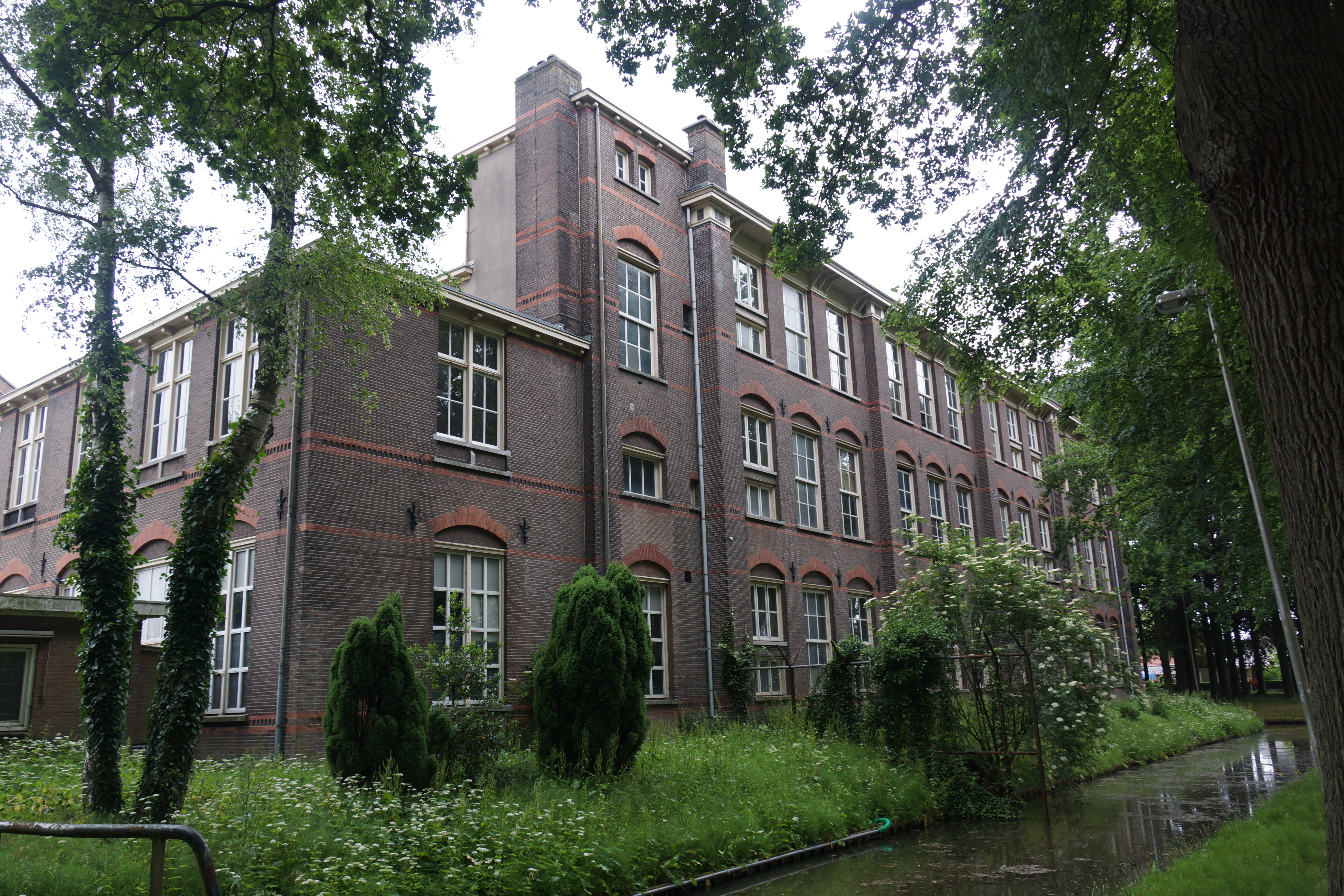
Gebäudeteil von De Kruisberg (2015)

Am 24. Dezember 1944 wurde Oberdak in der Nähe von Hoenderloo gemeinsam mit vier weiteren Männern von den Deutschen in einer Höhle entdeckt: Ein Auto hatte in der Nähe einen Platten, und die deutschen Insassen bemerkten im Wald Rauch. Die dort versteckten fünf Männer sollen sich gerade rasiert und dabei laut gesungen haben. Oberdak und Coslett wurden vom SD in Velp wegen „Terrorismus“ und „Sabotage“ zum Tode verurteilt, da sich in der Höhle Waffen und Munition befunden hatten. Anschließend wurde sie als Todeskandidaten in das Gefängnis De Kruisberg in Doetinchem gebracht, einer ehemaligen Jugendfürsorgeanstalt. Von dort wurde Oberdak am 8. März 1945 abgeführt. Gemeinsam mit 116 weiteren Männern wurde er im Rahmen einer Vergeltungsmaßnahme nach einem Attentat auf den deutschen Generalkommissar für das Sicherheitswesen und hochrangigen SS-Mann Hanns Albin Rauter im Weiler Woeste Hoeve als „Nummer 75“ hingerichtet. Er war nicht auf der Stelle tot, so dass ein weiteres Mal auf ihn gefeuert wurde. Insgesamt wurden im Rahmen dieser Aktion 263 Insassen von Gefängnissen und Konzentrationslagern exekutiert.
Ein Mann aus dem Exekutionskommando der Ordnungspolizei soll sich geweigert haben zu schießen, da er bisher noch nie auf Menschen geschossen habe. Laut Zeugenaussagen soll er abgeführt und tags darauf auf Anweisung des Befehlshabers der Sicherheitspolizei und des SD Karl Eberhard Schöngarth selbst hingerichtet worden sein.
Oberdaks Angehörigen blieb sein Schicksal unbekannt. Coslett überlebte die Gefangenschaft und wurde am 12. April 1945 aus Westerbork befreit. Er wurde nach dem Krieg Radio- und Fernsehmoderator und starb 1992 im Alter von 76 Jahren.

## Suche nach dem Toten
Die Toten wurden nach der Hinrichtung in einem Massengrab in Ugchelen verscharrt, um Platz zu sparen auf der Seite liegend. Nach der Befreiung der Niederlande im Mai 1945 wurden sie zur Identifizierung ausgegraben. Zwei Opfer blieben unbekannt, ein Mann von 1,73 und einer von 1,63 Meter Größe.
1990, nach der Öffnung des Eisernen Vorhangs, wandte sich Oberdaks ältere Schwester Ludmiła Kaczmarska brieflich an die Oorlogsgravenstichting, die niederländische Kriegsgräberfürsorge, und an den Zwolse Courant um Hilfe, nachdem sie in dem 1989 erschienenen Buch Księga lotników polskich poległych, zmarłych i zaginionych 1939-1946 von Olgierd Cumft und Hubert Kazimierz Kujawa  gelesen hatte, dass ihr Bruder in der Nähe von Zwolle notgelandet sei. Richard Schuurman, Journalist beim Courant, begann daraufhin mit der Suche nach den sterblichen Überresten von Czesław Oberdak. Er fand heraus, dass sie seit 1982 auf dem Ereveld Loenen im Grab E1253 als „unbekannter Niederländer“ begraben lagen.
Im November 2008 gelang die endgültige Identifizierung des kleineren Leichnams mit Hilfe des Bergings- en Identificatiedienst der Koninklijke Landmacht und des Korps Landelijke Politiediensten nach einem DNA-Abgleich mit Proben der Schwester. Am 10. Dezember 2008 wurde Czesław Oberdak in Anwesenheit seiner 92-jährigen Schwester Ludmiła auf dem Friedhof Rakowicki von Krakau mit militärischen Ehren im Familiengrab bestattet. Schon 1996 war sein Name auf der Glasplatte mit den Namen der Hinrichtungsopfer ergänzt worden, nachdem zu diesem Zeitpunkt die Größe des Toten sowie eine goldene Armbanduhr auf die Identität von Oberdak hingewiesen hatten, obwohl letzte Zweifel geblieben waren. Ebenso befindet sich sein Name auf dem Polish War Memorial in South Ruislip bei London. Im September 2009 wurde Oberdak posthum mit dem Orden Polonia Restituta (Komtur) geehrt.
Die Identität des zweiten Leichnams ist weiter unbekannt (Stand 2012).
Anfang 2012 wurde bei Umbauarbeiten an einem Haus in Ommen ein lederner Stiefel gefunden, der nach Recherchen Czesław Oberdak zuzuschreiben ist. Dafür sprachen Auskünfte der Royal Air Force über die Art des Stiefels, dessen kleine Größe sowie die Tatsache, dass 1944 unter dieser Adresse der Widerstandskämpfer Jan Seigers gemeldet war, der dort ein unterirdisches Versteck vor allem für alliierte Soldaten angelegt hatte. Der Stiefel wurde zeitweise im Regionalmuseum von Ommen ausgestellt.
Im selben Jahr wurde der Journalist Richard Schuurman vom polnischen Botschafter in den Niederlanden, Janusz Stańczyk, mit dem Ritterkreuz des Verdienstordens der Republik Polen ausgezeichnet.